# Jeff Demps
Jeffery Barnard „Jeff“ Demps (* 8. Januar 1990 in Winter Garden, Florida) ist ein US-amerikanischer Sprinter und American-Football-Spieler.
Bei den Olympischen Spielen 2012 in London wurde er im Vorlauf der 4-mal-100-Meter-Staffel eingesetzt. Im Finale lief die US-Stafette ohne ihn auf den zweiten Platz, wurde aber 2015 wegen eines Dopingvergehens von Tyson Gay disqualifiziert.
Für die University of Florida startend wurde er 2010 NCAA-Meister über 100 m und 2010, 2011 und 2012 NCAA-Hallenmeister über 60 m.
Von 2012 bis 2015 spielte er als Runningback in der National Football League (NFL), zunächst für die New England Patriots, dann für die Tampa Bay Buccaneers und die Indianapolis Colts.

## Persönliche Bestzeiten
- 60 m (Halle): 6,52 s, 9. März 2012, Nampa
- 100 m: 10,01 s, 28. Juni 2008, Eugene